# Dinarolacerta montenegrina
La lucertola di Prokletije (Dinarolacerta montenegrina Ljubisavljević, Arribas, Džukić e Carranza, 2007) è un rettile squamato appartenente alla famiglia dei Lacertidi.

## Descrizione
Rispetto ai suoi parenti più prossimi, la lucertola di Prokletije è leggermente più piccola, con corpo lungo al massimo 6-6,5 cm, e anche le zampe sono più corte. Il dorso è appiattito e generalmente di colori poco vistosi, come grigio o verde oliva, con piccole macchie scure disposte su 1-2 file longitudinali poco fitte. Sui fianchi è spesso visibile un motivo reticolato scuro. Le parti inferiori sono biancastre, senza marcature. Ha una lunghezza totale di 15-18 cm.

## Biologia
La lucertola di Prokletije è stata scorporata dalla lucertola di Mosor nel 2007 in seguito a nuove scoperte genetiche e descritta come una specie a sé stante, diffusa nella regione sud-orientale dell'areale di distribuzione. Della sua biologia non sappiamo ancora quasi nulla: gli accoppiamenti avvengono probabilmente a partire da maggio, dopo il letargo invernale, la deposizione delle uova da giugno.

## Distribuzione e habitat
Specie endemica del massiccio montuoso del Prokletije, situato nel sud-est del Montenegro e nei territori limitrofi dell'Albania settentrionale, in particolare sulla cima del Debeza, a 1500-1700 m. Qui gli animali vivono su ghiaioni o pendii rocciosi ed erbosi, punteggiati da pini sparsi.